# William M. Tweed
William M. Tweed (3. april 1823 – 12. april 1878) eller Boss Tweed var en amerikansk politiker, som blev fundet skyldig i at have stjålet over 100 mio. dollar fra skatteyderne i New York ved politisk korruption. Han døde i fængsel. Tweed ledede Tammany Hall, Demokraternes politiske maskine, som spillede en stor rolle i New York i det 19. århundrede.

## Biografi
William Magear Tweed (påstanden om at hans mellemnavn var Marcy er en gammel talefejl) blev født den 3. april 1823 på Lower East Side på Manhattan. Hans far var stolemager af skotsk-irsk afstamning. Tweed blev frivillig brandmand og gjorde sin entre i politik, da han organiserede Americus Fire Company No. 6, som sammen med en brandsprøjte blev kendt som "Big Six". Tweed blev valgt til Repræsentanternes Hus i 1852, New York City Board of Advisors i 1856 og senatet i staten New York i 1867. Finansmændene Jay Gould og James Fisk gjorde Tweed til directør i jernbaneselskabet Erie Railroad, og til gengæld sørgede Tweed for fordelagtig lovgivning for dem. Tweed og Gould blev genstand for satiriske tegninger af Thomas Nast i 1869. Han sendte også Thomas Nast bestikkelse, som dog blev afvist.

### Skandalen
I april 1870 sørgede Tweed for en byvedtægt, som lagde kontrollen med byen i hænderne på borgmesteren, byens kontrollør og inspektørerne for parker og offentlige værker. Derefter tillod han dem, som udførte arbejder for byen og andre leverandører at sende store regninger for opgaver som ikke var udført. Det samlede beløb, som blev stjålet på denne måde blev aldrig fastslået, men det blev anslået til at ligge mellem 75 mio. og 200 mio. dollar (iflg. The American Pageant). I løbet af to år og 8 måneder, mens han havde over 1.000 arbejdere i gang, steg byen New Yorks gæld fra 36 mio. dollar i 1868 til ca. 136 mio. dollar i 1870, uden at det kunne ses, hvad pengene var gået til.
Tweed blev beskyldt for at bedrage byen ved at få entreprenører til at sende for store regninger for udført arbejde. Typisk 15-65% mere end projektet kostede. Det ekstra beløb sagdes at være blevet delt mellem Tweed, hans underordnede og entreprenøren.
Det groveste eksempel på overfakturering kom i form af en retsbygning Tweed Courthouse, som kostede byen 13 mio. dollar, selv om den faktiske pris var omkring 3 mio. dollar. Det gav omkring 10 mio. dollar i Tweeds og andre.
Tweeds fald kom, da han afviste at tillade Orange Paraden, en årlig protestantisk fejring af en sejr over katolikkerne i Irland. City Sheriff James O'Brien, hvis støtte til Tweed havde svinget, gav The New York Times beviser for underslæb efter de protestantisk-katolske optøjer efter paradedagen. Avisen blev efter sigende tilbudt 5 mio. dollar for ikke at offentliggøre beviserne. I et interview var Tweeds eneste kommentar: "Tja, hvad vil I gøre ved det?" Artiklerne i The New York Times og karrikaturtegnnger af Thomas Nast i Harper's Weekly resulterede i valg af en del fra oppositionen i 1871. Med henvisning til Nasts karikaturer skal Tweed have sagt: "Stop de forbandede billeder. Jeg er ligeglad med, hvad aviserne skriver om mig. Mine vælgere kan ikke læse, men de kan ikke undgå at se de forbandede billeder!"

Tweed var leder af organisationen Tammany Hall.

### Fængsling, flugt og død
I oktober 1872 blev Tweed stillet for retten og tilbageholdt mod kaution på 8 mio. dollar. Bestræbelserne fra de politiske reformatorer William H. Wickham, (som blev borgmester for New York i 1875) og Samuel J. Tilden, som blev demokraternes præsidentkandidat i 1876, resulterede i Tweeds retssag og dom i 1873. Han fik 12 års fængsel, som blev nedsat af en højere instans, og han sad indespærret i et år. Derefter blev han igen arresteret i et civilt søgsmål af staten New York vedrørende 6 mio. dollar og holdt i gældsfængsel, indtil han kunne betale 3 mio. dollar i kaution. Den 3. januar 1875 undslap Tweed og flygtede til Cuba.
Det blev opdaget af den amerikanske regering, og han blev tilbageholdt af den cubanske regering. Men inden han kunne nå at blive udleveret til USA, bestak Tweed sig til at komme på et skib til Spanien. Den amerikanske regering opdagede, hvor han skulle hen og sørgede for, at han blev arresteret, så snart han nåede Spanien. Han blev udleveret til myndighederne i New York den 23. november 1876 og sendt tilbage til fængslet. Tweed døde i fængslet på Ludlow Street den 12. april 1878 af lungebetændelse. Han blev begravet på Green-wood Cemetery i Brooklyn.

## Eftermæle
I studier af Tweed og Tammany Hall organisationen har historikere lagt vægt på det tyvagtige og den konspiratoriske natur i Tweed aktiviteter langs Upper West Side og at sikre land til Metropolitan Museum of Art. Visse aspekter af Tammany Halls aktiviteter (hjælp til de syge og arbejdsløse, rådgivning for lejere og arbejdere) pegede frem mod den senere udvikling i arbejderbevægelsen og sociallovgivningen.

## Supplerende læsning
- Lynch, Denis T. Boss Tweed The story of a grim generation. Blue Ribbon Books NY first print 1927 copyright Boni & Liveright Inc.
- Mandelbaum, Seymour J. Boss Tweed's New York, 1965. ISBN 0-471-56652-7
- Ackerman, Kenneth D. Boss Tweed: The Rise and Fall of the Corrupt Politician Who Conceived the Soul of New York, 2006.
- Hershkowitz, Leo. Tweed's New York: Another Look, 1977.